# Le Front dans les nuages
Pour l'adaptation, voir Le Front dans les nuages (téléfilm, 1989).
Le Front dans les nuages est un roman d'Henri Troyat publié en 1976.

## Résumé
Vers 1970 à Paris, Marguerite loge avec Germaine. Elles louent une chambre à Paul, 23 ans. Germaine va à l'hôpital. Elle rentre et découvre des changements et que Marguerite lui a menti. Elle refait un infarctus et Paul la tue avec des médicaments. Il la remplace et ils louent sa chambre.